# Podhruška
Podhruška – wieś w Słowenii, w gminie Kamnik. W 2018 roku liczyła 56 mieszkańców.